# Oslotunnel
Oslotunnel is een spoortunnel in de Noorse hoofdstad Oslo. De tunnel loopt onder het centrum van de stad tussen station Skøyen en het centrale station van de stad. Halverwege de tunnel ligt het ondergrondse station Nationaal Theater.
Bij de opening van de tunnel in 1980 verloren twee kopstations hun belang, station Oslo-Vestbanen bij de havenkaaien en station Oslo-Østbanen direct ten zuiden van het nieuwe centrale station, het voormalige grote station van de stad.